# Wilhelm Kienzl

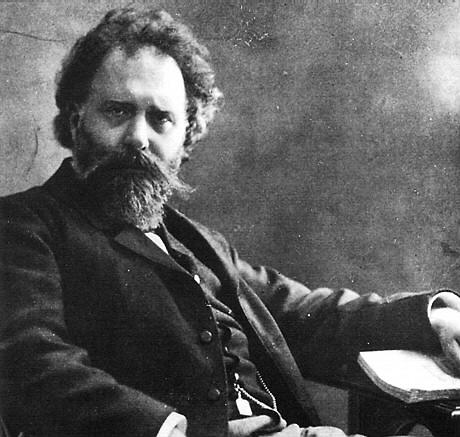
Wilhelm Kienzl

Wilhelm Kienzl, född 17 januari 1857 i Waizenkirchen i Oberösterreich, död 3 oktober 1941 i Wien, var en österrikisk tonsättare och musikskriftställare.
Kienzl bedrev universitets- och musikstudier i Graz, Prag, Leipzig och Wien samt blev filosofie doktor och vistades 1879–80 hos Richard Wagner i Bayreuth. Han verkade 1883–93 som kapellmästare i Amsterdam, Krefeld, Graz, Hamburg och vid Münchens hovopera, varefter han bosatte sig i Graz där han tidvis var borgmästare. 
Kienzl skrev musikuppsatser som Miscellen (1886), Aus Kunst und Leben (1904) och Im Konzert (1908) samt en biografi om Richard Wagner (1904). Som tonsättare hade han framgång huvudsakligen med operor, till vilka han själv skrev libretterna.

## Operor (urval)
- Urvasi (1886), opus 20
- Heilmar der Narr (1892), med starka intryck av Wagners musik, opus 40
- Der Evangelimann (1895; "Evangeliemannen"), opus 45
- Don Quixote (1898), opus 50
- Knecht Rupprechts Werkstatt (1907), opus 75
- Der Kuhreigen (1911), opus 85